# Décembre 1854
Cette page présente les faits marquants du mois de décembre 1854.

## Événements
- Sous la pression des européens, le khédive d'Égypte supprime le commerce des esclaves Noirs au Soudan. En 1855, il installe une garnison à Fachoda pour lutter contre la traite, mais devra la retirer deux ans plus tard devant son échec.

- 2 décembre : ultimatum autrichien à la Russie — Formation d'une alliance de l'Autriche avec le Royaume-Uni et la France.

- 3 décembre : abolition de l'esclavage au Pérou.

- 7 décembre : discours célèbre de Louis Pasteur lors de la rentrée de la faculté des sciences de Lille « Dans les champs de l'observation, le hasard ne favorise que les esprits préparés. »

- 8 décembre : le pape Pie IX proclame le « dogme de l'immaculée conception de la vierge Marie » pour l'Église catholique romaine par la bulle Ineffabilis Deus.

- 13 décembre, France : création de la Société des bains de mer de Cette.

- 16 décembre : Faidherbe est nommé au gouvernement du Sénégal, dont il commence la conquête (1854-1861 et 1863-1865). Faidherbe unifie le Sénégal (1854-1865) qui devient une colonie française. Au prix de campagnes militaires incessantes, il transforme les comptoirs commerciaux de Saint-Louis et de Gorée en une seule colonie unifiée et étroitement surveillée. Il crée le corps des tirailleurs sénégalais (1857) et achève de soumettre les chefs locaux.

- 20 décembre, France : le Ministère de l’Agriculture approuve le projet de création d’un Institut Normal Agricole pour la formation de professeurs d’agriculture.

- 22 décembre, France : la Cathédrale Notre-Dame des Doms d'Avignon, Vaucluse, est érigée en basilique mineure par le pape Pie IX.

- 24 décembre : arrivée des premiers immigrés travailleurs indiens à la Darse de Pointe-à-Pitre, venus remplacer les esclaves africains affranchis. Un monument en leur mémoire a été érigé en décembre 2004 à cet endroit, in memoriam.

- 29 décembre (Algérie) : prise de Touggourt.
  - Jacques Louis Randon s’entend avec Si Hamza, chef des Ouled Sidi-Cheikh contre le chérif Mohammed, qui est battu à Ngouça. Si Hamza et les troupes françaises s’emparent de Ouargla, puis de Touggourt le 29 décembre. Le commandement de la région d’Ouargla est abandonné à Si Hamza.

## Naissances
- 3 décembre : Julien Davignon, homme politique belge († 12 mars 1916).
- 5 décembre : Adrien de Carné, écrivain breton
- 23 décembre : Adrian Stokes, peintre britannique († 30 novembre 1935).

## Décès
- 2 décembre: Ödön Beöthy, politique hongrois (° 2 décembre 1796).